# 3,3′-Bipyridin
3,3′-Bipyridin ist eine heterocyclische chemische Verbindung mit der Summenformel C10H8N2. Sie besteht aus zwei Pyridinringen, die jeweils in der 3-Position miteinander verknüpft sind.

## Darstellung
Eine Synthese von 3,3′-Bipyridin verläuft über die metallvermittelte katalytische Kupplung von zwei Molekülen 3-Chlorpyridin unter Verwendung einer Base. Als Katalysator dient ein Nickelkomplex.
Es kann auch durch eine Stille- oder Suzuki-Kupplung aus den entsprechenden 3-Pyridyl-Edukten synthetisiert werden.

## Eigenschaften
Es handelt sich bei Raumtemperatur um einen weißen bis gelblichen Feststoff, der bei 109–112 °C schmilzt und bei 305 °C siedet.
Im Gegensatz zu 2,2′-Bipyridin ist 3,3′-Bipyridin kein Chelatligand, da die beiden Stickstoffatome so positioniert sind, dass aus geometrischen Gründen nicht beide am gleichen Metallzentrum koordinieren können.